# Malcolm Simmons
Malcolm Simmons (ur. 20 marca 1946 w Tonbridge, zm. 25 maja 2014) – brytyjski żużlowiec.

## Życiorys
Trzykrotny medalista Indywidualnych Mistrzostw Wielkiej Brytanii: złoty (Coventry 1976) oraz dwukrotnie brązowy (Coventry 1975, Coventry 1978). Wielokrotny reprezentant Wielkiej Brytanii w zawodach o Drużynowe Mistrzostwo Świata oraz Mistrzostwo Świata Par, w zawodach o DMŚ czterokrotnie złoty (1973, 1974, 1975, 1977) oraz srebrny (1978) medalista, a w zawodach o MŚP podobnie – trzykrotnie złoty (1976, 1977, 1978) oraz srebrny (1979) medalista.
Trzykrotnie awansował do finałów Indywidualnych Mistrzostw Świata, największy sukces odnosząc w 1976 r. w Chorzowie, gdzie zdobył srebrny medal. Oprócz tego, w 1975 r. zajął VII m., a w 1978 r. – VI m. (oba turnieje odbyły się na Stadionie Wembley w Londynie).
W rozgrywkach brytyjskiej ligi żużlowej reprezentował kluby: Hackney Hawks (1963), West Ham Hammers (1964–1967), King’s Lynn Stars (1968–1974, 1993), Poole Pirates (1975–1980), Wimbledon Dons (1981–1984), Swindon Robins (1985), Hackney Kestrels (1986–1987) oraz Arena Essex Hammers (1989), w 1965 r. zdobywając tytuł Drużynowego Mistrza Anglii.

## Przynależność klubowa
Wielka Brytania
- Hackney Hawks (1963)
- West Ham Hammers (1964–1967)
- King’s Lynn Stars (1968–1974)
- Poole Pirates (1975–1980)
- Wimbledon Dons (1981–1984)
- Swindon Robins (1985)
- Hackney Kestrels (1986–1987)
- Arena Essex Hammers (1989)
- King’s Lynn Stars (1993)

## Osiągnięcia
Indywidualne Mistrzostwa Świata
- 1975 –  Londyn - 7. miejsce - 10 pkt → wyniki
- 1976 –  Chorzów - 2. miejsce - 13 pkt → wyniki
- 1978 –  Londyn - 6. miejsce - 10 pkt → wyniki

Drużynowe Mistrzostwa Świata
- 1973 –  Londyn - 1. miejsce - 8 pkt → wyniki
- 1974 –  Chorzów - 1. miejsce - 8 pkt → wyniki
- 1975 –  Norden - 1. miejsce - 11 pkt → wyniki
- 1977 –  Wrocław - 1. miejsce - 3 pkt → wyniki
- 1978 –  Landshut - 2. miejsce - 8 pkt → wyniki

Mistrzostwa Świata Par
- 1976 –  Eskilstuna - 1. miejsce - 10 pkt → wyniki
- 1977 –  Manchester - 1. miejsce - 13 pkt → wyniki
- 1978 –  Chorzów - 1. miejsce - 15+3 pkt → wyniki
- 1979 –  Vojens - 2. miejsce - 9 pkt → wyniki

Indywidualne Mistrzostwa Wielkiej Brytanii
- 1976 – Coventry - 1. miejsce - 15 pkt → wyniki